# Селіванов Олександр Петрович
Олександр Петрович Селіванов (нар. 28 жовтня 1916 — пом. 31 грудня 2002, Москва, Росія) — радянський та російський футболіст, виступав на позиції нападника.

## Життєпис
У 1946 році в складі ленінградського «Зеніту» в чемпіонаті країни провів шість матчів, відзначився одним голом — у ворота ленінградського «Динамо». Потім виступав за «Стахановець» Сталіно (1946), «Локомотив» Москва (1946-1947) — у 1947 році в Першій групі в 23 матчах забив 4 м'ячі, «Шахтар» Сталіно (1949 — два голи в 13 матчах Першої групи).